# Helochora hypertropha
Helochora hypertropha är en svampart som beskrevs av Sherwood 1979. Helochora hypertropha ingår i släktet Helochora och familjen Phyllachoraceae.   Inga underarter finns listade i Catalogue of Life.